# Bernadette Ratier
 (décembre 2021).
Si vous disposez d'ouvrages ou d'articles de référence ou si vous connaissez des sites web de qualité traitant du thème abordé ici, merci de compléter l'article en donnant les références utiles à sa vérifiabilité et en les liant à la section « Notes et références ».
Pour les articles homonymes, voir Ratier.
Bernadette Ratier, née Marie Bernadette Blaize le 30 août 1899 à Montjoie et morte le 17 juillet 1992 à Paris, est une résistante, éditrice de presse enfantine.

## Biographie
Bernadette Ratier est née à Montjoie (Ariège) le 30 août 1899[réf. nécessaire]. En 1920, elle épouse à Pnom penh Jacques-Émile Ratier,, diplomate, médecin, résident de France au Protectorat du Cambodge. Elle enseigne au lycée français de Pnom penh de 1920 à 1928. Revenue en France avec ses filles Régine (1922-2002) et Monique (1925-2004) , elle devient en 1929 directrice de l'Institut de pédagogie musicale de Raymond Thiberge. 
Pendant l'Occupation, elle se réfugie à Cannes avec ses filles et crée un réseau de résistance basé à la villa Saint-Anne où résident sa sœur, son beau-frère et leurs enfants. Elle s'illustre par des actions héroïques, notamment en allant, sous le feu des mitrailleuses allemandes, chercher un de ses camarades blessé tombé sur un pont . Elle fait partie du mouvement Combat. 
Après-guerre, grâce à l'attribution de papiers dont elle bénéficie à la suite de sa participation à Combat aux côtés de ses camarades Albert Camus, Henri Frenay et Jean Bloch-Michel, elle crée en 1946 l'hebdomadaire Mon journal (dont le logo sera repris par les éditions Aventures et Voyages à tel point que Mon journal est souvent utilisé comme nom de l'éditeur), avec l'appui de dessinateurs comme Cézard (Professeur Pipe), Pellos (Atomas), Rémy Bourlès et bien d'autres. Le succès n'est pas au rendez-vous et Bernadette Ratier se tourne alors vers les Récits Complets en s'associant avec Auguste Vistel et Marcel Navarro. 
En 1950, les associés se séparent en bons termes. Benardette Ratier souhaitant déménager à Paris et y installer le siège de la société, tandis que Vistel et Navarro ne voulant pas quitter Lyon, ces derniers fondent de leur côté les éditions Lug. À la même époque, les Récits Complets s'achèvent et laissent place aux Petits Formats. Aventures et Voyages poursuit ses activités dans ce secteur pendant plusieurs décennies, avec des titres comme Akim, Capt'ain Swing ou Mister No. En 1985, Bernadette Ratier cède son affaire. Le déclin du petit format est déjà en route.